# Leptogenys mucronata
Leptogenys mucronata är en myrart som beskrevs av Auguste-Henri Forel 1893. Leptogenys mucronata ingår i släktet Leptogenys och familjen myror.

## Underarter
Arten delas in i följande underarter:
- L. m. columbica
- L. m. mucronata